# Lethality (мини-альбом)
Lethality — третий мини-альбом южнокорейской певицы Квон Ынби. Содержит 6 песен, включая заглавный сингл «Underwater». Выпущен 12 октября 2022 года лейблом Woollim Entertainment при поддержке Kakao Entertainment. Продюсером альбома выступила Пак Мун Чи.

## История
20 сентября агентство Woollim Entertainment опубликовало постер возвращения с третьим мини-альбом Lethality на своем официальном канале SNS, который должен был выйти 12 октября, после шести месяцев, как Квон Ынби выпустила свой второй мини-альбом Color. Тизер был опубликован 23 сентября, а календарь релизов — 24 сентября. Первая и вторая концептуальная фотография были выпущены 28 и 30 сентября соответственно. Трек-лист альбома был опубликован 3 октября. Третья и четвёртая концептуальная фотография были опубликованы 5 и 7 октября соответственно. 9 октября был выпущен анонс альбома, где были показаны отрывки из его шести песен. 10 октября был опубликован первый тизер музыкального клипа на заглавную песню «Underwater». 11 октября вышел второй тизер музыкального клипа.

### Выпуск
12 октября 2022 года вышел музыкальный клип на заглавную песню мини-альбома, который на 15 января 2023 года собрал уже 9 100 000 просмотров на YouTube, и сам мини-альбом.

## Список композиций
| №                   | Название                            | Текст песни                                  | Музыка                                       | Аранжировка         | Длительность |
| ------------------- | ----------------------------------- | -------------------------------------------- | -------------------------------------------- | ------------------- | ------------ |
| 1.                  | «Wave»                              |                                              | TAK                                          | TAK                 | 1:27         |
| 2.                  | «Underwater»                        | Чо Юн Гён                                    | TOYO, Габриэль Брандес, Арине Карим          | TOYO                | 2:50         |
| 3.                  | «Croquis»                           | TAK, Corbin                                  | TAK, Corbin                                  | TAK, Corbin         | 3:07         |
| 4.                  | «Simulation»                        | DD!, James Keys                              | DD!, James Keys                              | James Keys          | 3:10         |
| 5.                  | «Flash» (produced by Park Moon-chi) | Пак Мун Чи, Хо Сон Джу, Юн Да Хе, Deulrejang | Пак Мун Чи, Хо Сон Джу, Юн Да Хе, Deulrejang | Пак Мун Чи          | 3:18         |
| 6.                  | «Hi»                                | Квон Ынби                                    | FRANTS, Мелани Джой Фонтана, Квон Ынби       | FRANTS              | 3:14         |
| Общая длительность: | Общая длительность:                 | Общая длительность:                          | Общая длительность:                          | Общая длительность: | 17:06        |

## Чарты

### Ежедневные чарты
| Чарт (2023)                                | Название   | Высшая позиция |
| ------------------------------------------ | ---------- | -------------- |
| Республика Корея (Apple Music)             | Underwater | 56             |
| Республика Корея (Melon)                   | Underwater | 202            |
| Республика Корея (Dance, Melon)            | Underwater | 38             |
| Республика Корея (Unique Listeners, Melon) | Underwater | 29,073         |
| Республика Корея (Spotify)                 | Underwater | 122            |
| Республика Корея (Viral, Spotify)          | Underwater | 26             |
| Республика Корея (Shazam)                  | Underwater | 118            |
| Республика Корея (Naver VIBE)              | Underwater | 188            |
| Республика Корея (Female Soloist, Melon)   | н/д        | 3              |

### Еженедельные чарты
| Чарт (2023)                | Название   | Высшая позиция |
| -------------------------- | ---------- | -------------- |
| Республика Корея (Circle)  | Lethality  | 13             |
| Республика Корея (Hanteo)  | Lethality  | 12             |
| Республика Корея (Spotify) | Underwater | 131            |
| Республика Корея (YouTube) | Underwater | 51             |
| Мир (Circle)               | Underwater | 170            |
| Республика Корея (Circle)  | Underwater | 92             |

### Ежемесячные чарты
| Чарт (2022)               | Название  | Высшая позиция |
| ------------------------- | --------- | -------------- |
| Республика Корея (Circle) | Lethality | 35             |
| Республика Корея (Hanteo) | Lethality | 27             |

## История релиза
| Регион           | Дата               | Формат                                     | Лейбл                         | Прим.  |
| ---------------- | ------------------ | ------------------------------------------ | ----------------------------- | ------ |
| Мир              | 12 октября 2022 г. | Цифровая дистрибуция Стриминг Компакт-диск | Woollim                       | [ 31 ] |
| Республика Корея | 12 октября 2022 г. | Цифровая дистрибуция Стриминг Компакт-диск | Woollim [англ.] Kakao [англ.] | [ 31 ] |

## Продажи

### Общие продажи
| Чарт (2022)               | Название  | Общее число продаж |
| ------------------------- | --------- | ------------------ |
| Республика Корея (Circle) | Lethality | - KOR: 46,188+     |
| Республика Корея (Hanteo) | Lethality | - KOR: 42,307+     |